# Yinshan-Pagodenwald

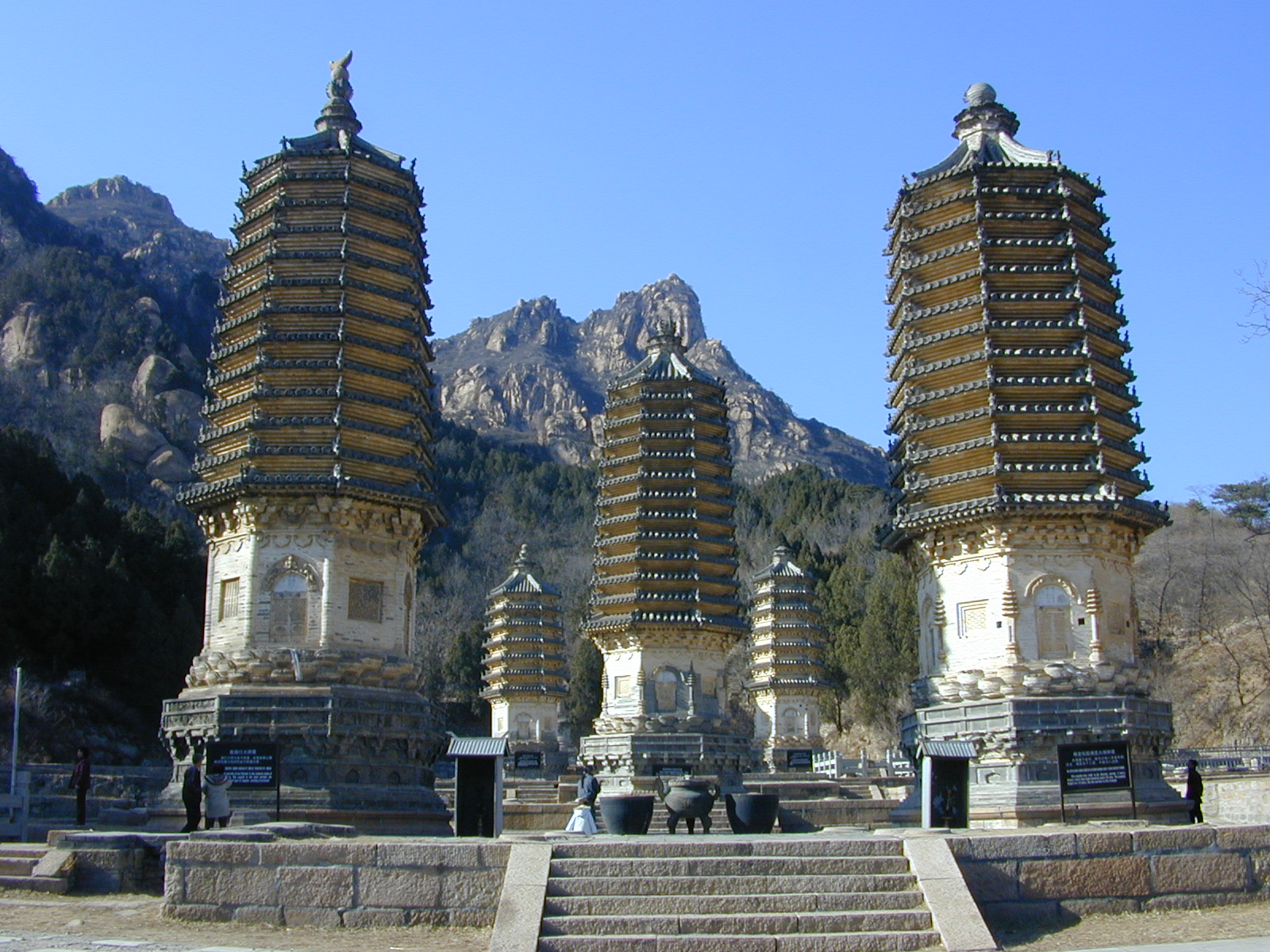

Der Yinshan-Pagodenwald bzw. die Pagoden am Silberberg (chinesisch 银山塔林, Pinyin Yínshān tǎ lín) nordwestlich des Dorfes Haizi im Pekinger Stadtbezirk Changping ist eine aus sieben Pagoden bestehende Gruppe, davon fünf aus der Zeit der Dschurdschen-Dynastie bzw. Jin-Dynastie (1115–1234) und zwei aus der Mongolen-Dynastie bzw. Yuan-Dynastie an der Stelle des buddhistischen Fahua-Tempels bzw. Dayanshang-Tempels. Sie liegen nur wenige Kilometer von den Dreizehn Ming-Gräbern entfernt.
Die Yinshan-Pagoden aus der Zeit der Jin- und Yuan-Dynastie stehen seit 1988 auf der Liste der Denkmäler der Volksrepublik China (3-153).
Der Park ist seit Juli 2014 wegen Renovierungsarbeiten geschlossen (Stand: Juli 2015). Ein Zugang ist nicht möglich.